# Berijew MBR-2
Die Berijew MBR-2 (russisch Бериев МБР-2, NATO-Codename Mote und als Be-2) war ein sowjetisches Aufklärungs- und Mehrzweckflugboot. Eine zivile Version existierte als MP-1 (МП-1). Das Kürzel MBR bedeutet Morskoi blischni raswedtschik (Морской ближний разведчик, Marine-Nahaufklärer). MP steht für Morskoi passaschirski samoljot (Морской пассажирский самолет, Maritimes Passagierflugzeug).

## Entwicklung

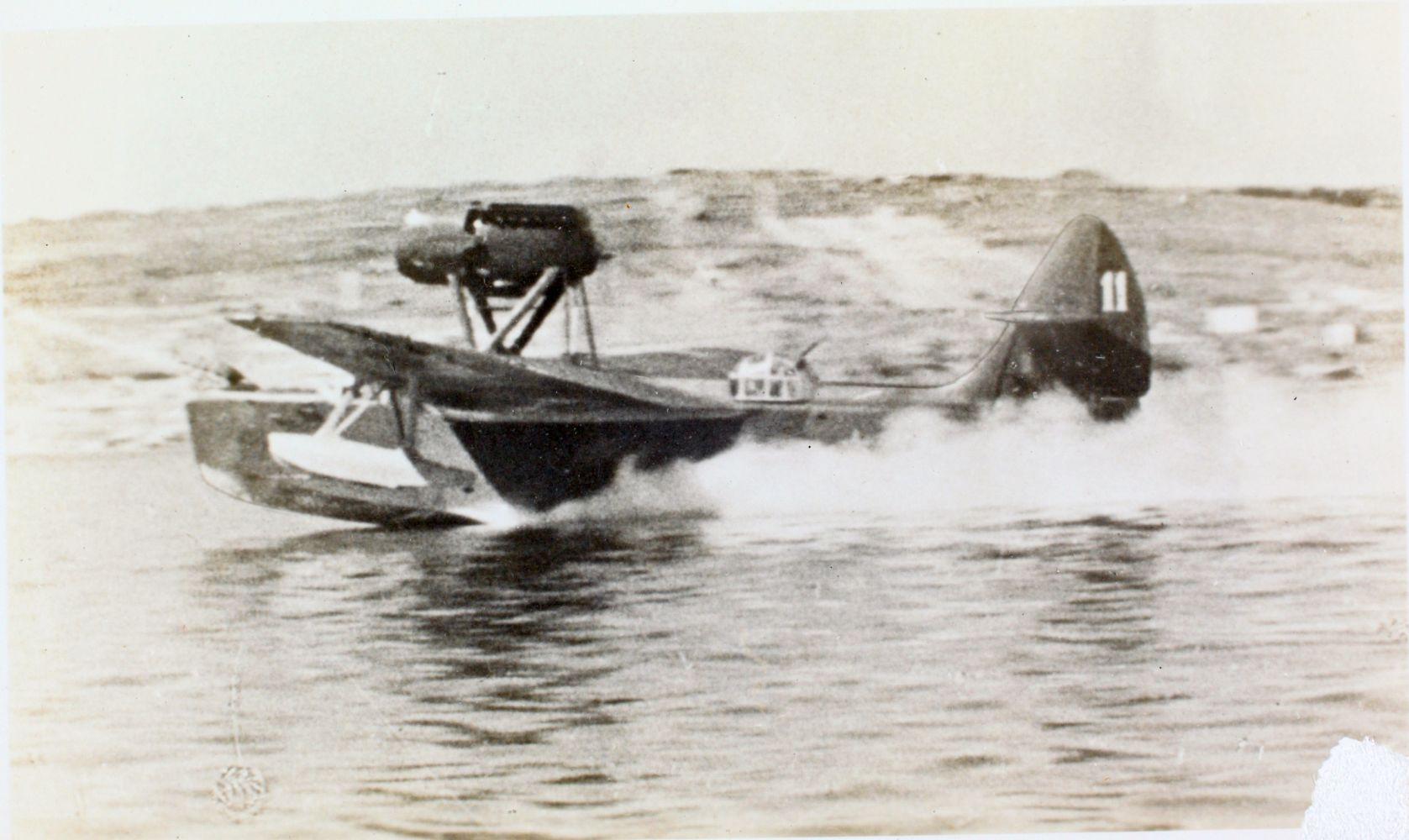
Der Prototyp während der Erprobung in Sewastopol 1932

Der Grundentwurf dieses leicht bedien- und wartbaren, leistungsfähigen und robusten Mehrzweckflugbootes für den Einsatz in den sowjetischen Küstengewässern stammte von Robert Bartini und wurde von Georgi Berijew 1931 im ZKB-Werk W. R. Menschinski in Taganrog abgeschlossen. An der Konstruktion wirkten I. W. Ostolawski, M. P. Mogilewski und A. N. Dobrowolski mit.
Der Bau des Prototyps war zum Jahresende 1931 vollendet. Für die Erprobung wurde er demontiert, nach Sewastopol überführt und dort wieder zusammengebaut. Die Erprobung konnte indes nicht gestartet werden, da sich die Lieferung des zum Einbau vorgesehenen M-27-Motor verzögerte, der sich seit 1929 in der Testphase befand und unter allerlei Kinderkrankheiten litt. Schließlich wurde nach mehrmonatiger Wartezeit ein BMW-VI.Z-Motor eingesetzt, mit dem B. L. Bucholz am 3. Mai 1932 den Erstflug durchführen konnte. Die nachfolgenden Tests verliefen zufriedenstellend, dennoch wurde anfangs kein Serienauftrag erteilt. Erst im März folgenden Jahres wurde die MBR-2 für die Produktion freigegeben, die Ende 1933 anlief. Die Serienflugzeuge erhielten anfangs den als Lizenz des BMW VI gebauten Motor M-17b. Zeitgleich erschien die zivile Ausführung MP-1.
1936/37 entstanden die verbesserten und leistungsstärkeren Weiterentwicklungen MBR-2bis und MP-1bis mit Mikulin-AM-34-Motor, geschlossener Kabine, geschlossenem hinteren Waffenstand und geändertem Seitenleitwerk.
Durch die Möglichkeit, Schnee- und Eiskufen oder ein Fahrgestell anzubauen, erhielt die MBR-2 einen ausgeprägten Mehrzweckcharakter.

## Einsatz
Die ersten MBR-2 wurden Ende 1933 ausgeliefert und bei der Schwarzmeerflotte eingesetzt. Das Flugzeug war bis 1943 vor allem als Nahaufklärer bei der sowjetischen Marine im Einsatz und wurde bis 1942 produziert.
Die abgeleitete Zivilversion MP-1 wurde ab 1934 als Verkehrsflugboot verwendet. In der sechssitzigen Passagierausführung verfügte sie über zwei schallisolierte und beheizbare Kabinen für je drei Personen. Sie kam bei der Aeroflot hauptsächlich auf Küstenrouten am Schwarzen Meer zum Einsatz. 1935 folgte die Transportversion MP-1T. 
Die Version mit dem AM-34-Triebwerk wurde bis 1942 hergestellt und im Krieg eingesetzt. Als Zivilversion kam das Flugzeug mit AM-34N-Motor zum Einsatz.
Nach ihrer Ausmusterung fanden zahlreiche MBR-2 noch lange Verwendung als Mehrzweck- und Fischereiüberwachungsflugzeug im zivilen Bereich.

## Aufbau
Die MBR-2 war ein freitragender Schulterdecker in sowohl Gemischt- als auch Ganzmetallbauweise mit Normalleitwerk und besaß ein geräumiges, zweistufiges Rumpfboot. Die Piloten saßen nebeneinander in einer offenen, bei späteren Varianten geschlossenen Kanzel. Außerdem wurde im Bug und auf dem Rumpf je ein ungedeckter Waffenstand angebracht und mit je einem 7,62-mm-MG PW-1 bestückt, später wurde auch das DA-2 verwendet und der mittige Waffenstand geschlossen. Das Höhenruder war abgestrebt.

## Technische Daten

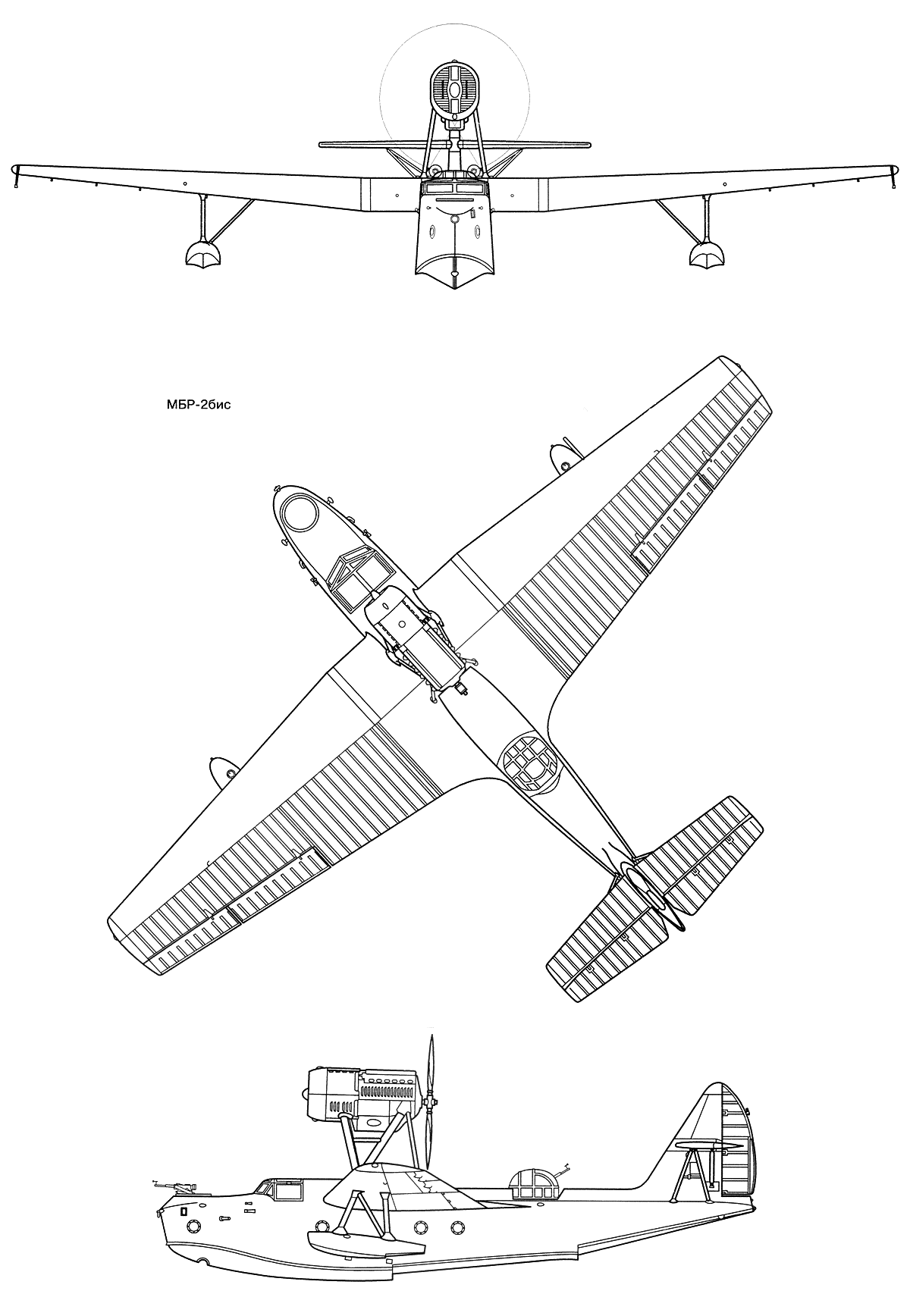
Dreiseitenansicht der MBR-2bis

| Kenngröße             | Daten |
| --------------------- | --- |
| Besatzung             | 3–4 (bei MBR-2WU: 5) |
| Länge                 | 13,50 m |
| Spannweite            | 18,90 m |
| Höhe                  | 4,50 m |
| Flügelfläche          | 26,85 m² |
| Antrieb               | MBR-2: ein 12-Zylinder-Reihenmotor M-17 MBR-2bis: ein 12-Zylinder-Reihenmotor AM-34F oder AM-34N freistehend über dem Flügel angeordnet |
| Leistung              | MBR-2: 530–633 kW (720–860 PS) MBR-2bis: 607–633 kW (825–860 PS)                                                                        |
| Startleistung         | 515–552 kW (700–750 PS) |
| Kraftstoffvorrat      | 540 l im Rumpf, dazu Reserve- und Zusatzbehälter im Mittelschwimmer                                                                     |
| Höchstgeschwindigkeit | 285 km/h in 2000 m Höhe |
| Marschgeschwindigkeit | 225 km/h in 2000 m Höhe |
| Steiggeschwindigkeit  | 230 m/min |
| Dienstgipfelhöhe      | normal 6600 m maximal 7600 m |
| Reichweite            | normal 1450 km maximal 2200 km |
| Aktionsradius         | 600 km |
| Flugdauer             | 8 h bei 180 km/h |
| Leermasse             | 2100 kg |
| Startmasse            | normal 3500 kg maximal 4000 kg |
| Bewaffnung            | zwei bis vier 7,62-mm-MG in zwei Gefechtsständen in Bug und Rumpfrücken bis 600 kg Bombenlast                                           |